# Daniel Louis Clément
Pour l’article homonyme, voir Clément (patronyme).
Daniel Louis Clément (Aalborg, 15 juin 1820 - Copenhague, 15 avril 1877) est un relieur et écrivain danois.

## Biographie
Daniel Clément appartient à une famille réformée française qui quitta le Piémont en 1685 et s'installa en Hesse. Son père était gantier et fut appelé en 1815 par le fabricant de gants Mattat à Randers, d'où il déménagea plus tard à Aalborg. Sa mère se prénomme Marie Elisabeth née Busse.
Lorsque son père s'installe à Copenhague, Clément devient apprenti relieur chez le relieur M. Friis et s'impose déjà comme maître en 1844 . De 1855 jusqu'à sa mort, il est échevin du Bogbinderlav de Copenhague et en 1856, il devint relieur universitaire.
Clément est le premier à introduire l'utilisation des machines dans le métier de relieur, et s'intéressa activement au développement de son métier. Il faut souligner les volumes qu'il a livrés pour la collection de livres qui était l'un des cadeaux de mariage de la princesse Alexandra en 1863.